# ایان سافتلی
ایان سافتلی (انگلیسی: Iain Softley؛ زادهٔ ۳۰ نوامبر ۱۹۵۶) کارگردان، فیلم‌نامه‌نویس و تهیه‌کننده فیلم اهل بریتانیا است. وی از سال ۱۹۹۴ میلادی تاکنون مشغول فعالیت بوده است.
از فیلم‌های شناخته‌شدهٔ او می‌توان به هکرها (۱۹۹۵)، کی-پکس (۲۰۰۱)، شاه‌کلید (۲۰۰۵) و اینکهارت (۲۰۰۸) اشاره کرد.